# Georgetown (condado de Quitman, Georgia)
Georgetown es una ciudad ubicada en el condado de Quitman en el estado estadounidense de Georgia. En el año 2000 tenía una población de 973 habitantes.

## Geografía
Georgetown se encuentra ubicada en las coordenadas 31°53′2″N 85°6′5″O / 31.88389, -85.10139 (31.883998, -85.101488).
Según la Oficina del Censo, la localidad tiene un área total de 10,2 km² (3,9 mi²), de la cual 7,1 km² (2,7 mi²) es tierra y 3,1 km² (1 mi²) (3.10%) es agua.

## Demografía
Según la Oficina del Censo en 2000 los ingresos medios por hogar en la localidad eran de $22,941, y los ingresos medios por familia eran $25,250. Los hombres tenían unos ingresos medios de $22,404 frente a los $20,000 para las mujeres. La renta per cápita para la localidad era de $11,407. 